# Мухина, Ольга Дмитриевна
Ольга Дмитриевна Мухина (род. 10 августа 2004 года, Уинское, Пермский край) — российская дзюдоистка, призёрка чемпионата России 2023-24 года. Мастер спорта.

## Биография
Ольга родилась 10 августа, 2004 года в селе Уинское Пермского края, она начала заниматься дзюдо с 7 лет в спортивной школе "Юникс" под руководством своего первого тренера Антона Коряковцева и Романа Шилова. В 13 лет переехала в Екатеринбург и начала представлять Свердловскую область на всероссийских турнирах, тренируясь в спортивном клубе "Родина" и УОР №1.

## Спортивная карьера
Первые значимые победы для Мухиной пришли в школьные годы, в 2016 году она выиграла первенство Пермского края и Приволжского федерального округа среди учащихся. Кроме того, была победительницей турнира памяти полицейского Александра Владимирова и Динара Хузина в городе Чернушка. В 2020 году была участницей кубка Европы среди кадетов в Анталии (Турция) и Бухаресте (Румыния). В 2021 году стала вице-чемпионкой Европы среди кадетов (до 18 лет) в Риге (Латвия) и выиграла бронзовую медаль на первенстве России среди юниоров, который прошёл в Екатеринбурге. В 2022 года стала победительницей первенство России среди юниоров в весовой категории до 57 кг в Красноярске. В марте 2023 года добыла бронзовую медаль на первенстве России среди дзюдоистов до 23 лет. В августе 2023 года пришла первой на Международном фестивале университетского спорта, а также в сентябре 2023 года финишировала третьей на взрослом чемпионате России в Кемерово. В  феврале 2024 года добыла золотую медаль на турнире памяти Н.И. Кузнецова в г. Екатеринбург. В апреле 2024 года она выиграла первенство России до 23 лет в Красноярске. В октябре 2024 года во второй раз выиграла бронзовую награду чемпионата России в Сочи. В апреле 2025 года во очередной раз выиграла первенство России до 23 лет в Волгограде.

## Спортивные результаты
- 2021 Первенство Европы среди кадетов — ;
- 2021 Первенство России среди юниоров — ;
- 2022 Первенство России среди юниоров — ;
- 2023 Первенство России до 23 лет — ;
- 2023 Международный фестиваль университетского спорта — ;
- 2023, 2024, Чемпионат России — ;
- 2023 Кубок России — ;[14]
- 2024 Турнир памяти Н.И. Кузнецова — ;
- 2024, 2025 Первенство России до 23 лет — ;
- 2024 Кубок Европы (Босния и Герцеговина) — ;
- 2024 Кубок Азии — ;[15]
- 2025 «Russian judo Tour» памяти В.С. Ощепкова (Хабаровск) — ;[16]
- 2025 «Russian judo Tour» 2025 (Челябинск) — ;[17]

## Личная информация
Ольга является студенткой Государственной академии физической культуры и спорта им. Чайковского.